# Remo (pomme)
Pour les articles homonymes, voir Remo.

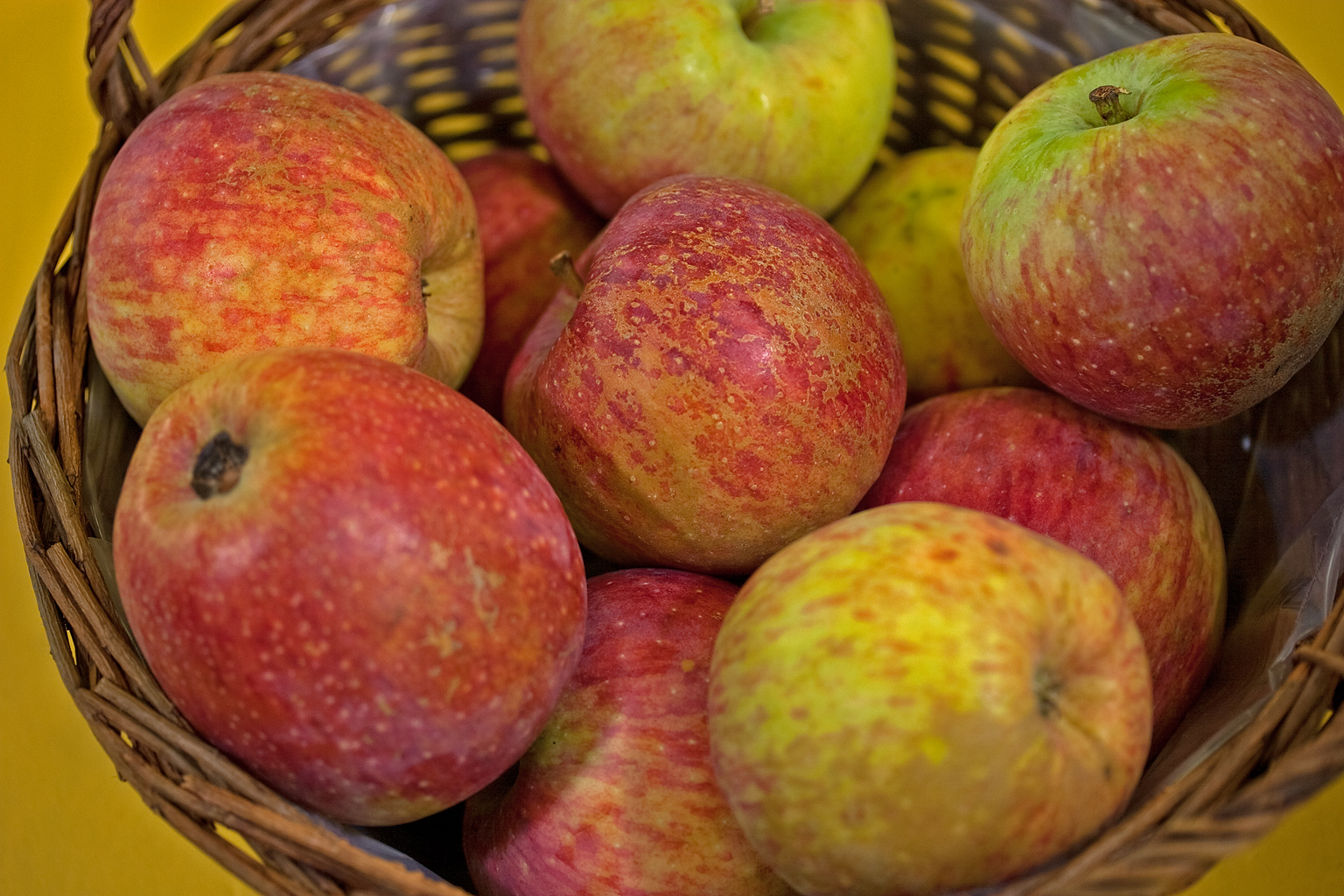
Pommes Remo

Remo est un cultivar de pommier domestique.
Nom botanique: Malus domestica Borkh remo

## Description
- Épicarpe : rouge
- Chair : ferme

## Origine
1990, Institut de Dresde-Pillnitz, Allemagne.

## Parenté
La pomme Remo résulte du croisement James Grieve × un porteur de résistances.
Descendants
- Rebella = Golden Delicious x Remo
- Rekarda

## Pollinisation
- Variété diploïde
- Variétés pollinisatrices : Reglindis, Retina, Rewena

## Maladies
La variété Remo est multirésistante :
- Tavelure : très résistante aux races communes de tavelure du pommier (gène Vf)
- Mildiou : résistante
- Feu bactérien : résistante

## Culture
La multirésistance du cultivar aux maladies permet de réduire fortement les traitements aux fongicides. Cette variété est donc respectueuse de l'environnement.